# Mohamed Wahid Hassan
Mohamed Wahid Hassan, född 3 januari 1953 i Malé, var Maldivernas femte president och överbefälhavare för landets militär mellan den 7 februari 2012 och den 17 november 2013. Han var landets vicepresident mellan den 11 november 2008 och 7 februari 2012.